# Satori (romanzo)
Satori è un romanzo scritto da Don Winslow e pubblicato nel 2011. Esso è un prequel del romanzo Il ritorno delle gru di Trevanian.

## Trama
È l'autunno del 1951 e la Guerra di Corea è in pieno svolgimento. Nikolaj Hel, ventiseienne, ha trascorso gli ultimi tre anni della sua vita in una cella di isolamento nelle mani dei soldati americani. Hel è un maestro di hoda korosu, uno stile di combattimento che permette di uccidere l'avversario a mani nude, parla sei lingue e ha affinato uno straordinario "sesto senso", una sorta di acuta percezione di pericolo imminente. Ha insomma tutte le carte in regola per diventare il più inarrestabile assassino del mondo, e la CIA ha bisogno di lui. Gli americani offrono a Hel la libertà in cambio di un semplice lavoro: andare a Pechino e uccidere l'Alto Commissario sovietico di stanza in Cina. Quasi certamente sarà una missione suicida, ma Hel accetta. Ad addestrarlo per questa missione mortale è la bellissima Solange, una ex prostituta francese che, però, finisce con l'innamorarsi di Hel. Insieme, Hel e Solange si troveranno ad affrontare caos, violenza, sospetti e tradimenti, fino all'ultima fatale e inevitabile decisione.

## Edizioni
- Don Winslow, Satori, traduzione di Alberto Cristofori, Bompiani, 2011,  p. 516, ISBN 88-452-6653-2.

## Adattamento cinematografico
Nel Luglio 2012 è stato annunciato che la Warner Bros. intendeva produrre un adattamento del romanzo, con Leonardo DiCaprio nei panni di Nicholai Hel.